# Brylling

Släktskapsförhållanden i fem led.

Brylling, eller fyrmänning, är släktskapet mellan två personer där en av den ena personens föräldrar är syssling (tremänning) till en av den andra personens föräldrar.
En brylling till en person är sålunda barnbarn till en kusin till personens farfar, farmor, morfar eller mormor.
Bryllingar har 12,5 procent gemensamma förfäder. Om bryllingarna är släkt med varandra på flera sätt kan de emellertid ha fler gemensamma förfäder (många är släkt på flera sätt om man ser några hundra år tillbaka i antavlan och alla är det om man går mycket långt tillbaka i tiden).

## Olika typer av bryllingar
Om föräldrarna är halvsysslingar, det vill säga barnbarn till två halvsyskon, kan bryllingarna kallas halvbryllingar. Halvbryllingar har 6,25 procent gemensamma förfäder.
Två personer kan vara bryllingar och halvbryllingar till varandra på flera olika sätt samtidigt.

## Synonymer
- Fyrmänning – Fyrmänningars barn kallas femmänningar, deras barn sexmänningar och så vidare.
- B-kusin – På Gotland använder man benämningen B-kusin, liksom A-kusin för syssling. Därefter skulle kommande led kunna kallas C-kusin, D-kusin och så vidare. Men på Gotland brukar man då säga "gammal släkt", vilket var viktigt att hålla reda på för att man inte skulle gifta sig för tätt inpå i släkten.
- Tredjekusin – Används i Norra Norrland, bl.a. i Tornedalen. Ett annat namn för brylling, precis som andrakusin är ett annat namn för syssling. Kommande led kan kallas för fjärdekusin och så vidare.

## Andra betydelser
I Svenskfinland betyder ordet brylling det som på rikssvenska heter sexmänning, det vill säga bryllingars barnbarn i förhållande till varandra.

## Etymologi
Ursprungligen betydde brylling kusin på fädernet, d.v.s. kusiner på faderns sida. Att likna med syssling, som tidigare betydde kusin på mödernet, d.v.s. kusiner på moderns sida.

## Mängd gemensamt DNA
Tabellen visar hur mycket DNA som två bryllingar i genomsnitt har gemensamt med varandra – en fjärdedel av vad som är fallet för sysslingar och fyra gånger så mycket som är fallet för femmänningar. Tabellens nedre del innehåller exempel på bryllingar med två släktskap till varandra.
| Släktskap                                                          | Mängd gemensamt DNA         | Antal släktskap |
| ------------------------------------------------------------------ | --------------------------- | --------------- |
| Halvbryllingar                                                     | 0,39 %                      | 1               |
| Bryllingar                                                         | 0,78 %                      | 1               |
| Bryllingar via enäggstvillingar (tre generationer tillbaka)        | 1,56 % (som halvsysslingar) | 1               |
|                                                                    |                             |                 |
| Dubbla halvbryllingar                                              | 0,78 % (som bryllingar)     | 2               |
| Dubbla bryllingar                                                  | 1,56 % (som halvsysslingar) | 2               |
| Dubbla bryllingar via enäggstvillingar (tre generationer tillbaka) | 3,13 % (som sysslingar)     | 2               |